# Центральна лікарня (телесеріал, Україна)
«Центральна лікарня» (рос. Центральная больница) — український російськомовний медичний телесеріал від «1+1 продакшн», адаптація новозеландського серіалу «Shortland street». Вийшов на телеекрани 4 липня 2016 року на каналі «1+1». Режисер: Віра Яковенко. Повторні покази з повним українським дубляжем транслювався на каналах «1+1 Україна» та «Суспільне Культура».

## Акторський склад та український дубляж
- Ольга Гришина (Катерина Буцька) — Маргарита Главатських, хірург
- Ахтем Сеітаблаєв (Роман Чорний) — Рустам Агаларов, хірург
- Марк Дробот (Олександр Погребняк) — Максим Красовський, хірург
- Ірина Новак (Марина Локтіонова) — Зоя Кіреєва, старша медсестра
- Станіслав Боклан (Володимир Терещук) — Володимир Началов, головний лікар
- Олександра Польгуй (Олена Узлюк) — Наталія Олді, хірург
- Олександр Печериця (Юрій Кудрявець) — Олексій Лозовий, старший медбрат
- Юрій Горбунов (Олег Лепенець) — Кирило Красовський, батько Максима Красовського
- Андрій Журба — Ярослав, анестезіолог
- Костянтин Октябрський — Вадим, анестезіолог
- Владислав Писаренко (Олександр Солодкий) — Микита, син Зої
- Олексій Крилов (Павло Скороходько) — Анатолій Кольцов, інтерн
- Дмитро Соловйов (Дмитро Нежельський) — Микола Шевцов, інтерн
- Олеся Гайова (Катерина Брайковська) — Вероніка Агаларова (Гареєва), хірург, колишня дружина Рустама
- Аліна Костюкова — дружина Михайла
- Катерина Вострікова (Вікторія Бакун) — Оксана Шилова, медсестра
- Лариса Трояновська (Аліна Проценко) — Тамара Михайлівна, медсестра реєстратури
- Інга Нагорна (Наталя Ярошенко) — Людмила (Міла), медсестра
- Олександр Гетьманський (Максим Кондратюк) — Василь, чоловік Тамари, лікар швидкої допомоги
- Станіслав Мельник (Євген Сардаков) — Діма, син Тамари й Василя
- Марія Северілова (Анастасія Жарнікова-Зіновенко) — Марія Ковальова, медсестра
- Наталія Денисенко — Юлія, медсестра
- Станіслав Щокін — чоловік Нюші
- Катерина Варченко (Юлія Перенчук) — Аліса, тренер
- Маргарита Бахтіна — мати Валентина
- Тамара Антропова — дружина Сергія
- Олена Яблучна (Людмила Ардельян) — Ганна Сергіївна Савельєва, мати Максима
- Дмитро Усов — лікар

А також: Олександр Завальський, Ярослав Чорненький, Євген Пашин, Дмитро Завадський, Олесь Гімбаржевський, Михайло Кришталь, Дмитро Терещук, Андрій Альохін, Євген Локтіонов, Михайло Тишин, Олексій Череватенко, Денис Жупник, Андрій Соболєв, Дмитро Рассказов-Тварковський, Кирило Сузанський, Євген Лісничий, Володимир Гурін, Ірина Дорошенко, Лариса Руснак, Лідія Муращенко, Ольга Радчук, Наталя Романько-Кисельова, Юлія Шаповал, Аліса Гур'єва, Вікторія Москаленко, Єлизавета Зіновенко.
Українською мовою серіал дубльовано студією «1+1» у 2024 році.